# Lapeirousia tenuis
Lapeirousia tenuis là một loài thực vật có hoa trong họ Diên vĩ. Loài này được (Goldblatt) Goldblatt & J.C.Manning miêu tả khoa học đầu tiên năm 1994.